# Kurt Dehnicke
Kurt Dehnicke (* 22. April 1931 in Köln; † 16. Januar 2011 in Marburg) war ein deutscher Chemiker.

## Leben
Kurt Dehnicke studierte nach seinem Abitur an der Leipziger Petrischule von 1950 bis 1954 Chemie an der Universität Leipzig. 1957 wurde er bei Josef Goubeau mit dem Thema Zum Verhalten des Bortrifluorids gegenüber Aminosäuren und Peptidbindungen an der TH Stuttgart zum Dr. rer. nat. promoviert. Nach seiner Habilitation in Stuttgart erhielt er als Nachfolger von Heinrich Nöth 1967 einen Ruf auf den Lehrstuhl für Anorganische Chemie an die Philipps-Universität Marburg und wurde 1968 Direktor des Instituts für Anorganische Chemie. Dehnicke war letzter Dekan der Mathematisch-Naturwissenschaftlichen Fakultät und mit der Neuordnung wurde er 1971 Gründungsdekan der beiden Fachbereiche Chemie und Physikalische Chemie.
In seinen Hauptforschungs- und Lehrgebieten der Halogen- und Pseudohalogenchemie, Koordinations- und Metallorganochemie gehörte er zu den international führenden Chemikern. Nach seiner Emeritierung widmete er sich besonders der Chemie des Berylliums. Er veröffentlichte über 800 Publikationen.

## Preise und Auszeichnungen
- Wilhelm-Klemm-Preis (1989)
- Ehrendoktorwürde der Universität Leipzig (1996)[3]
- Historisches Stadtsiegel der Universität Marburg für das „Marburger Chemikum“, einer einzigartigen Ausbildungsstätte für Kinder und Jugendliche (2010)[4]